# Reichardia crystallina
Reichardia crystallina là một loài thực vật có hoa trong họ Cúc. Loài này được (Sch.Bip. ex Sch.Bip.) Bramwell miêu tả khoa học đầu tiên năm 1970.